# 1921년
1921년은 토요일로 시작하는 평년이다.

## 연호
- 대한민국 임시정부(大韓民國 臨時政府) 대한민국(大韓民國) 3년
- 중화민국(中華民國) 민국(民國) 10년
- 일본(日本) 다이쇼(大正) 10년
- 응우옌 왕조(阮朝) 카이딘(啓定) 6년

## 기년
- 응우옌 왕조(阮朝) 계정제(啓定帝) 6년
- 일본(日本) 다이쇼(大正) 10년

## 사건
- 1월 24일 - 대한민국 임시정부 국무총리 이동휘가 대통령 이승만과의 의견 대립으로 사직하였다.
- 2월 11일 - 아관파천 25주년.
- 2월 16일 - 양근환이 도쿄에서 민원식을 사살하였다.
- 3월 10일 - 잡지 <청년>이 창간되었다.
- 3월 11일 - 동포 288명이 멕시코에 이민차 상륙하였다.
- 3월 19일 - 화가 나혜석이 서울에서 첫 개인전을 열었다.
- 3월 26일 - 김철 등이 중국 톈진에서 한혈단을 조직하였다.
- 4월 20일 - 박용만, 신채호, 신숙 등이 중국 베이징에서 군사통일주비회를 개최하고, 임시의정원 해산을 요구하였다.
- 5월 1일 - 연합국 배상위원회, 독일의 제1차 세계 대전 배상금을 1320억 금마르크로 결정하다.
- 5월 15일 - 이탈리아 왕국에서 총선이 실시되어 조반니 바치가 이끄는 이탈리아 사회당이 최다 의석수를 차지하였다.
- 5월 30일 - 남대문역에 대화재가 발생하였다.
- 6월 27일 - 자유시 참변
- 7월 1일 - 중국 공산당 창당
- 7월 11일 - 몽골이 중화민국으로부터 독립하다.
- 7월 29일 - 아돌프 히틀러가 나치 당의 지도자가 되다.
- 8월 - 방정환이 천도교소년회를 창립하였다.
- 8월 24일 - 미국과 오스트리아 강화조약 체결.
- 9월 10일 - 경성도서관이 취운정의 분관과 구한국군악대 건물의 본관으로 이원화가 됨
- 9월 12일 - 일제강점기: 의열단 소속 독립운동가 김익상, 사이토 총독 암살하려 조선총독부에 폭탄 투척
- 9월 15일 - 홍주일(洪宙一), 김영서(金永瑞), 정운기(鄭雲騎)가 대구에서 우현서루 건물을 가교사로 교남학원을 설립
- 9월 26일 - 일제강점기: 부산 부두 노동자 5천여 명, 임금인상 요구하며 총파업
- 10월 25일 - 조선에서 좌측통행이 실시되었다.
- 11월 4일 - 나치 돌격대가 창설되다.
- 11월 5일 - 도쿄 조선청년독립단이 독립 선언을 발표하고 시위를 벌였다.
- 11월 29일 - 일본 도쿄에서 재일 한인사회주의단체 혹도회가 조직되었다.
- 12월 - 박열 등이 흑도회에서 탈퇴하고 무정부주의 단체 흑운회를 조직하였다.
- 12월 28일 - 이승만과 서재필이 미국 워싱턴 군비축소회의에 참석하였다.

## 문화
- 10월 2일 - 1921년 남미 축구 선수권 대회 개최

## 탄생

### 1월
- 1월 1일
  - 대한민국의 군인, 정치인, 기업인 백선엽. (~2020년)
  - 프랑스의 조각가 세자르 발다치니. (~1998년)
  - 이탈리아의 배우 레지나 비앙키. (~2013년)
- 1월 2일 - 대한민국의 정치인 김봉환. (~2020년)
- 1월 3일 - 프랑스의 기하학자 장루이 코쥘. (~2018년)
- 1월 8일 - 대한민국의 군인 김영환. (~1954년)
- 1월 9일 - 헝가리의 체조 선수 켈레티 아그네시. (~2025년)
- 1월 10일 - 대한민국의 영화 제작자 출신 정치 깡패 임화수. (~1961년)
- 1월 19일 - 미국의 작가 퍼트리샤 하이스미스. (~1995년)
- 1월 20일 - 일본의 작곡가 요시다 다다시. (~1998년)
- 1월 21일 - 대한민국의 농촌운동가 엄대섭. (~2009년)
- 1월 22일 - 대한민국의 군인 신응균. (~1996년)
- 1월 27일 - 미국의 배우 도나 리드. (~1986년)
- 1월 31일 - 미국의 배우, 희극인, 가수, 댄서 캐럴 채닝. (~2019년)

### 2월
- 2월 5일 - 대한민국의 정치인 김종길. (~1999년)
- 2월 8일 - 미국의 배우 라나 터너. (~1995년)
- 2월 10일
  - 대한민국의 군인 박양원. (~2007년)
  - 대한민국의 군인 이한림. (~2012년)
- 2월 14일 - 조선민주주의인민공화국의 정치인 류미영. (~2016년)
- 2월 16일 - 중국의 정치가, 전 국무원 총리, 중국공산당 주석 화궈펑. (~2008년)
- 2월 21일 - 미국의 철학자 존 롤스. (~2002년)
- 2월 22일 - 중앙아프리카공화국의 정치인 장베델 보카사. (~1996년)
- 2월 28일 - 프랑스 최후의 사형집행인 마르셀 슈발리에. (~2008년)

### 3월
- 3월 1일 - 대한민국의 군인 최영희. (~2006년)
- 3월 6일 - 대한민국의 배우 황해. (~2005년)
- 3월 11일 - 아르헨티나의 작곡가 아스토르 피아졸라. (~1992년)
- 3월 15일 - 대한민국의 국악인 박귀희. (~1993년)
- 3월 16일 - 대한민국의 언론인, 소설가 이병주. (~1992년)
- 3월 19일
  - 대한민국의 모더니즘 시인 김종삼. (~1984년)
  - 영국의 희극인 토미 쿠퍼. (~1984년)
- 3월 25일 - 프랑스의 배우 시몬 시뇨레. (~1985년)
- 3월 27일 - 브라질의 축구 선수 모아시르 바르보자 나시멘투. (~2000년)
- 4월 17일 - 대한민국의 군인 김용배. (~1951년)

### 4월
- 4월 11일 - 대한민국의 독립운동가 이연형. (~2009년)
- 4월 12일 - 미국의 정치인 새뮤얼 G. 아널드. (~1880년)
- 4월 19일 - 로버트 맥스웰. (~2012년)
- 4월 23일 - 미국의 야구 선수 워런 스판. (~2003년)
- 4월 30일 - 마카오의 여자 정치가 겸 외교관 장야오광. (~2012년)

### 5월
- 5월 2일
  - 대한민국의 시인 조병화. (~2003년)
  - 인도의 영화감독 사티야지트 레이. (~1992년)
- 5월 5일 - 대한민국의 목회자 문동환. (~2019년)
- 5월 9일 - 독일의 혁명가 조피 숄. (~1943년)
- 5월 20일 - 대한민국의 정치인 박승규. (~1971년)
- 5월 21일 - 소련의 과학자, 사회운동가 안드레이 사하로프. (~1989년)
- 5월 27일 - 대한민국의 화가 이대원. (~2005년)
- 5월 30일
  - 대한민국의 화가 임직순. (~1996년)
  - 남아프리카 공화국의 영화 감독 제이미 유이스. (~1996년)

### 6월
- 6월 8일
  - 인도네시아의 군인, 정치인 수하르토. (~2008년)
  - 미국의 가수이자 영화 배우 실라 라이언. (~1975년)
- 6월 10일 - 영국의 왕족 에든버러 공작 필립. (~2021년)
- 6월 15일 - 소련의 의사 가브릴 일리자로프. (~1982년)
- 6월 21일
  - 미국의 배우 주디 홀리데이. (~ 1965년)
  - 미국의 배우 제인 러셀. (~ 2011년)
- 6월 22일 - 대한민국의 배우 장동휘. (~2005년)

### 7월
- 7월 6일 - 미국의 제40대 대통령 로널드 레이건의 전 영부인 낸시 레이건. (~2016년)
- 7월 10일 - 미국의 제35대 대통령 존 F. 케네디의 여동생 유니스 케네디 슈라이버. (~2009년)
- 7월 18일 - 미국의 심리학자, 정신의학자 에런 벡. (~2021년)

### 8월
- 8월 3일 - 대한민국의 군인 유재흥. (~2011년)
- 8월 10일 - 대한민국의 정치인 한건수. (~1994년)
- 8월 11일 - 미국의 소설가 알렉스 헤일리. (~1992년)
- 8월 18일 - 일제강점기 이왕가의 일원 이진. (~1922년)
- 8월 19일 - 미국의 영화 작가, 미래학자 진 로든베리. (~1991년)
- 8월 23일 - 미국의 경제학자, 연구원 케네스 애로. (~2017년)
- 8월 29일 - 미국의 패션 디자이너 아이리스 아펠. (~2024년)

### 9월
- 9월 9일 - 대한민국의 가톨릭 성직자·주교 지학순. (~1993년)
- 9월 13일 - 대한민국의 기업인 양정모. (~2009년)
- 9월 21일 - 브라질의 교육학자 파울루 프레이리. (~1997년)
- 9월 25일 - 뉴질랜드의 정치인, 총리 로버트 멀둔. (~1992년)
- 9월 30일 - 영국의 배우 데버러 카. (~2007년)

### 10월
- 10월 2일 - 동독의 정치인 페터 플로린. (~2014년)
- 10월 4일 - 페루의 제51대 대통령 프란시스코 모랄레스 베르무데스. (~2022년)
- 10월 13일 - 프랑스의 배우 이브 몽탕. (~1991년)
- 10월 18일 - 미국의 정치인 제시 헬름스. (~2008년)
- 10월 20일 - 대한민국의 정치인 최두고. (~2007년)
- 10월 25일 - 루마니아의 국왕 미하이 1세. (~2017년)

### 11월
- 11월 3일 - 대한민국의 기업인 신격호. (~2020년)
- 11월 5일 - 헝가리의 피아니스트 조르주 치프라. (~1994년)
- 11월 8일 - 미국의 배우, 영화 감독 진 색스. (~2015년)
- 11월 14일 - 대한민국의 정치인 고우진. (~1983년)
- 11월 15일 - 대한민국의 극작가, 대중음악 작사가 유호. (~2019년)
- 11월 17일 - 대한민국의 군인 함준호. (~1950년)
- 11월 20일 - 대한민국의 서예가 조복순. (~1981년)
- 11월 27일
  - 대한민국의 시인 김수영. (~1968년)
  - 체코슬로바키아의 정치인 알렉산데르 둡체크. (~1992년)

### 12월
- 12월 10일 - 대한민국의 가수 황금심. (~2001년)
- 12월 13일 - 대한민국의 정치인 진의종. (~1995년)
- 12월 21일 - 대한민국의 비전향 장기수 권오석. (~1971년)
- 12월 28일 - 프랑스의 군인, 정치인 필리프 드골. (~2024년)
- 12월 31일 - 대한민국의 사회운동가 계훈제. (~1999년)

### 미상
- 대한민국의 가수 박단마. (~1992년)
- 대한민국 육군의 군인, 정치인 이민우. (~1993년)
- 대한민국의 희곡 작가 강성희.

## 사망

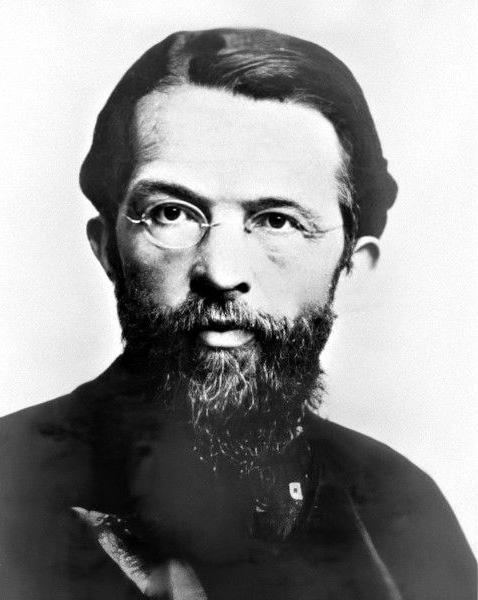
카를 멩거

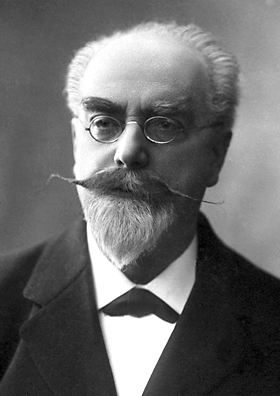
가브리엘 리프만

- 2월 26일 - 오스트리아와 폴란드의 경제학자 카를 멩거.  (1840년~)
- 7월 13일 - 프랑스의 물리학자 가브리엘 리프만.  (1845년~)
- 10월 2일 - 뷔르템베르크 왕국의 4대 국왕 빌헬름 2세.  (1848년~)
- 10월 18일 - 바이에른 왕국의 마지막 국왕 루트비히 3세.  (1845년~)
- 12월 29일 - 독일의 언어학자 헤르만 파울.  (1846년~)

## 노벨상
- 문학상: 아나톨 프랑스
- 물리학상: 알베르트 아인슈타인
- 생리학 및 의학상:
- 평화상: 얄마르 브란팅, 프레데리크 파시 공동수상
- 화학상: 프레더릭 소디

## 달력
| 1월 |    |    |    |    |    |    |
| 일  | 월 | 화 | 수 | 목 | 금 | 토 |
|     |    |    |    |    |    | 1  |
| 2   | 3  | 4  | 5  | 6  | 7  | 8  |
| 9   | 10 | 11 | 12 | 13 | 14 | 15 |
| 16  | 17 | 18 | 19 | 20 | 21 | 22 |
| 23  | 24 | 25 | 26 | 27 | 28 | 29 |
| 30  | 31 |    |    |    |    |    |

| 2월 |    |    |    |    |    |    |
| 일  | 월 | 화 | 수 | 목 | 금 | 토 |
|     |    | 1  | 2  | 3  | 4  | 5  |
| 6   | 7  | 8  | 9  | 10 | 11 | 12 |
| 13  | 14 | 15 | 16 | 17 | 18 | 19 |
| 20  | 21 | 22 | 23 | 24 | 25 | 26 |
| 27  | 28 |    |    |    |    |    |

| 3월 |    |    |    |    |    |    |
| 일  | 월 | 화 | 수 | 목 | 금 | 토 |
|     |    | 1  | 2  | 3  | 4  | 5  |
| 6   | 7  | 8  | 9  | 10 | 11 | 12 |
| 13  | 14 | 15 | 16 | 17 | 18 | 19 |
| 20  | 21 | 22 | 23 | 24 | 25 | 26 |
| 27  | 28 | 29 | 30 | 31 |    |    |

| 4월 |    |    |    |    |    |    |
| 일  | 월 | 화 | 수 | 목 | 금 | 토 |
|     |    |    |    |    | 1  | 2  |
| 3   | 4  | 5  | 6  | 7  | 8  | 9  |
| 10  | 11 | 12 | 13 | 14 | 15 | 16 |
| 17  | 18 | 19 | 20 | 21 | 22 | 23 |
| 24  | 25 | 26 | 27 | 28 | 29 | 30 |

| 5월 |    |    |    |    |    |    |
| 일  | 월 | 화 | 수 | 목 | 금 | 토 |
| 1   | 2  | 3  | 4  | 5  | 6  | 7  |
| 8   | 9  | 10 | 11 | 12 | 13 | 14 |
| 15  | 16 | 17 | 18 | 19 | 20 | 21 |
| 22  | 23 | 24 | 25 | 26 | 27 | 28 |
| 29  | 30 | 31 |    |    |    |    |

| 6월 |    |    |    |    |    |    |
| 일  | 월 | 화 | 수 | 목 | 금 | 토 |
|     |    |    | 1  | 2  | 3  | 4  |
| 5   | 6  | 7  | 8  | 9  | 10 | 11 |
| 12  | 13 | 14 | 15 | 16 | 17 | 18 |
| 19  | 20 | 21 | 22 | 23 | 24 | 25 |
| 26  | 27 | 28 | 29 | 30 |    |    |

| 7월 |    |    |    |    |    |    |
| 일  | 월 | 화 | 수 | 목 | 금 | 토 |
|     |    |    |    |    | 1  | 2  |
| 3   | 4  | 5  | 6  | 7  | 8  | 9  |
| 10  | 11 | 12 | 13 | 14 | 15 | 16 |
| 17  | 18 | 19 | 20 | 21 | 22 | 23 |
| 24  | 25 | 26 | 27 | 28 | 29 | 30 |
| 31  |    |    |    |    |    |    |

| 8월 |    |    |    |    |    |    |
| 일  | 월 | 화 | 수 | 목 | 금 | 토 |
|     | 1  | 2  | 3  | 4  | 5  | 6  |
| 7   | 8  | 9  | 10 | 11 | 12 | 13 |
| 14  | 15 | 16 | 17 | 18 | 19 | 20 |
| 21  | 22 | 23 | 24 | 25 | 26 | 27 |
| 28  | 29 | 30 | 31 |    |    |    |

| 9월 |    |    |    |    |    |    |
| 일  | 월 | 화 | 수 | 목 | 금 | 토 |
|     |    |    |    | 1  | 2  | 3  |
| 4   | 5  | 6  | 7  | 8  | 9  | 10 |
| 11  | 12 | 13 | 14 | 15 | 16 | 17 |
| 18  | 19 | 20 | 21 | 22 | 23 | 24 |
| 25  | 26 | 27 | 28 | 29 | 30 |    |

| 10월 |    |    |    |    |    |    |
| 일   | 월 | 화 | 수 | 목 | 금 | 토 |
|      |    |    |    |    |    | 1  |
| 2    | 3  | 4  | 5  | 6  | 7  | 8  |
| 9    | 10 | 11 | 12 | 13 | 14 | 15 |
| 16   | 17 | 18 | 19 | 20 | 21 | 22 |
| 23   | 24 | 25 | 26 | 27 | 28 | 29 |
| 30   | 31 |    |    |    |    |    |

| 11월 |    |    |    |    |    |    |
| 일   | 월 | 화 | 수 | 목 | 금 | 토 |
|      |    | 1  | 2  | 3  | 4  | 5  |
| 6    | 7  | 8  | 9  | 10 | 11 | 12 |
| 13   | 14 | 15 | 16 | 17 | 18 | 19 |
| 20   | 21 | 22 | 23 | 24 | 25 | 26 |
| 27   | 28 | 29 | 30 |    |    |    |

| 12월 |    |    |    |    |    |    |
| 일   | 월 | 화 | 수 | 목 | 금 | 토 |
|      |    |    |    | 1  | 2  | 3  |
| 4    | 5  | 6  | 7  | 8  | 9  | 10 |
| 11   | 12 | 13 | 14 | 15 | 16 | 17 |
| 18   | 19 | 20 | 21 | 22 | 23 | 24 |
| 25   | 26 | 27 | 28 | 29 | 30 | 31 |

### 음양력 대조 일람
| 음력월 | 월건 | 대소 | 음력 1일의 양력 월일 | 음력 1일 간지 |
| ------ | ---- | ---- | -------------------- | ------------- |
| 1월    | 경인 | 대   | 2월 8일              | 임인          |
| 2월    | 신묘 | 소   | 3월 10일             | 임신          |
| 3월    | 임진 | 대   | 4월 8일              | 신축          |
| 4월    | 계사 | 소   | 5월 8일              | 신미          |
| 5월    | 갑오 | 소   | 6월 6일              | 경자          |
| 6월    | 을미 | 대   | 7월 5일              | 기사          |
| 7월    | 병신 | 소   | 8월 4일              | 기해          |
| 8월    | 정유 | 소   | 9월 2일              | 무진          |
| 9월    | 무술 | 대   | 10월 1일             | 정유          |
| 10월   | 기해 | 소   | 10월 31일            | 정묘          |
| 11월   | 경자 | 대   | 11월 29일            | 병신          |
| 12월   | 신축 | 대   | 12월 29일            | 병인          |